# Steelhoven
Steelhoven is een buurtschap in de gemeente Drimmelen in de Nederlandse provincie Noord-Brabant. Het ligt in het oosten van de gemeente, tussen Made en Geertruidenberg.
Steden en dorpen: Drimmelen · Hooge Zwaluwe · Lage Zwaluwe · Made · Terheijden · Wagenberg · Zevenbergschen Hoek (deels)

Gehuchten: Blauwe Sluis · Helkant · Oud-Drimmelen

Buurtschappen: Binnen Moerdijk · Gaete · Plukmade · Steelhoven · Stuivezand · Het Zand

Noord-Brabant: Steden en dorpen      Nederland: Provincies · Gemeenten